# Triplarideae
Triplarideae, biljni tribus iz porodice dvornikovki (Polygonaceae), dio je potporodice Eriogonoideae. Sastoji se od 4 roda sa ukupno 55 vrsta..
Vrste ovog tribusa (drveće, grmovi i lijane) ograničerne su na Ameriku.

## Filogenetska istraživanja
U svom istraživanju 2011. Adriana Sanchez i Kathleen A. Kron kažu  „Nedavni filogenetski rad povećao je naše znanje o odnosima unutar Polygonaceae. Međutim, malo je studija istraživalo generičke odnose unutar Eriogonoideae. Dva nedovoljno proučena roda su Triplaris i Ruprechtia (pleme Triplarideae), skupina od približno 55 neotropskih vrsta drveća, grmlja i liana. Generička klasifikacija Triplaris i Ruprechtia bila je nestabilna uglavnom zbog različitih taksonomskih tumačenja i poteškoća u morfološkom karakteriziranju svakog roda. Iako su neke studije predložile dijagnostičke morfološke karakteristike za svaki, većina ima iznimke. U ovoj smo studiji istražili filogenetske odnose 32 vrste Triplaris i Ruprechtia koristeći četiri kloroplasta (matK, ndhF, rps16-trnK, ndhC-trnV) i dvije nuklearne regije (ITS, drugi intron Leafyja). Rezultati potvrđuju monofiliju Triplarisa, ali Ruprechtia je polifiletična. Kako bi se održali monofiletni rodovi, predlažu se dva nova imena: Magoniella i Salta. Dva nova roda su službeno opisana i predložene su morfološke sinapomorfije za četiri roda Triplaridae. Tri su vrste prebačene u te nove rodove, Salta triflora, Magoniella laurifolia i M. obidensis.”

## Rodovi
1. Magoniella Adr.Sanchez (1 sp.)
2. Triplaris Loefl. ex L. (19 spp.)
3. Ruprechtia C.A.Mey. (34 spp.)
4. Salta Adr.Sanchez (1 sp.)